# 艾歷克·比達斯
艾歷克·比達斯（荷蘭語：Erik Pieters，發音：[ˈeːrɪk ˈpitərs]；1988年08月7日—），荷蘭足球運動員，司職後衛。現效力於英冠球隊德比郡。
在2006-07賽季，比達斯在烏德勒支開始他的職業足球。
2007年，比達斯被徵召出席在國土舉辦的2007年歐洲U21足球錦標賽。比達斯沒有參加他們的第一輪小組賽對以色列（1-0獲勝），在第二場比賽對葡萄牙（2-1獲勝）取得半決賽最後一個席位，並有資格參加2008年奧運會。比達斯在半決賽對英格蘭出任正選（1-1，互射十二碼13-12），但後來改為由添贊臣加強攻擊以及因小傷下場。比達斯在決賽回到球場上替其以4-1擊敗塞爾維亞衛冕冠軍。
2007-08賽季，比達斯成為烏得勒支正選。比達斯成為該季亮點之一，同樣，儘管烏得勒支有一個漂亮的淡季，但這吸引到燕豪芬的注意。
2008年7月9日，燕豪芬以€二百五十萬人購入他。他將穿14號球衣。